# Abdullah Yusuf Azzam
Abdullah Yusuf Azzam (àrab: عبد الله يوسف عزام, ʿAbd Allāh Yūsuf ʿAzzām) (1941 – 24 de novembre de 1989), també conegut com a Pare del Jihad Global, va ser un estudiós islàmic palestí sunnita i membre fundador d'al-Qaida. Azzam predicava una visió conservadora i fonamentalista de l'islam tant el jihad en defensa com el jihad en atac per part dels musulmans per ajudar els mujahidins afganesos contra el govern socialista afganès i el que anomenava invasors soviètics.
Azzam va ser mestre i mentor d'Ossama bin Laden i el va persuadir per anar a l'Afganistan a combatre en la guerra civil amb el suport dels Estats Units d'Amèrica i el Paquistan. Junts fundaren al-Qaida. També va fundar Lashkar-e-Taiba.

## Biografia
Abdullah Yusuf Azzam nasqué el 1941 al poble de Silat al-Harithiya (Palestina), aleshores administrada sota el Mandat de Palestina.
A mitjan dècada de 1950, Azzam es va unir als Germans Musulmans.

## Religious studies in Damascus
El 1963, Azzam es matriculà a la Facultat de La Llei islàmica a la Universitat de Damasc a Síria, on es va graduar el 1966. El 1967, a conseqüència de la Guerra dels Sis Dies, Azzam i la seva família van deixar Cisjordània i s'exilà a Jordània
A Jordània, Azzam participà en operacions paramilitars contra els ocupans israelians però es va desil·lusionar de la secular Organització d'Alliberament de Palestina (OLP) dirigida per Iassir Arafat. Azzam rebutjava el caràcter laic i democràtic del moviment palestí i preferia un moviment transnacional panislàmic més enllà del mapa del Mitjà Orient dibuixat pels colonialistes no islàmics.
Azzam anà a Egipte per continuar els estudis islàmics al Caire a la Universitat Al-Azhar. Es va doctorar en Principis de la Jurisprudència Islàmica (Usool ul-Fiqh) el 1973.
El 1973 Azzam es traslladà a l'Aràbia Saudita. Azzam va ser lector a la Universitat Rei Abdul Aziz de Jiddah. Ossama bin Laden s'havia criat a Jeddah, i es va matricular a la seva universitat entre 1976 i 1981 i probablement va entrar en contacte amb Azzam en aquella època.
Pels fets sagnants d'Aràbia Saudita del 1979 i la repressió política, Azzam va ser expulsat de la universitat det Jeddah. Se traslladà llavors al Pakistan.
Quan la Unió Soviètica intervingué en la guerra civil a Afganistan el 1979 enviant tropes a favor del govern, Azzam va emetre una fatwa, Defensar la Terra dels Musulmans és la Primera Obligació després de la Fe declarant que tant la lluita dels mujaidins afganesos com la dels palestins eren gihads. L'edicte va tenir el suport del Gran Mufti d'Aràbia, Abd al-Aziz Bin Bazz.
A Pakistan el 1980, Azzam ensenyà a la Universitat Islàmica Internacional a Islamabad. Aviat es traslladà a Peshawar, on organitzà camps d'entrenament per al front afganès amb entre 16.000 a 35.000 voluntaris musulmans de tot el món.
El 1988, Azzam va convèncer Ahmed Khadr per recollir fons per a una nova entitat caritativa anomenada al-Tahaddi amb seu a Peshawar.
El govern dels Estats Units i la Central Intelligence Agency (CIA) gradualment van incrementar l'ajuda militar i financera per a les forces mujahidins afganeses per tal de combatre el govern afganès amb el pretext de l'expansionisme soviètic, i desestabilitzar la Unió Soviètica.
En la dècada de 1980, Azzam viatjà pel Mitjà Orient, Europa i Amèrica del Nord (incloent 50 ciutats dels Estats Units) per recaptar diners i predicar la guerra santa.
Publicà i distribuí, amb suport d'agències occidentals, nombrosa propaganda de caràcter fonamentalista i anti-comunista, així com manuals d'armament i tàctiques de guerra. Després inspirà la visió de la guerra santa contra Occident, i els seus ensenyaments serien utilitzats pels grups fonamentalistes en els seus atemptats contra interessos occidentals.

## Assassinat
L'any 1989, va fallar un primer atemptat contra la seva vida amb TNT sota el seu púlpit un divendres a Peshawar.
Va ser el 24 de novembre de 1989, també a Peshawar, quan una bomba va detonar al seu cotxe. Va matar Azzam i els seus fills.
Els sospitosos de la seva mort inclouen competidors de la milícia islàmica, com Ossama bin Laden, i també la CIA i el Mossad d'Israel.